# William Parish
 William Parish (Stafford, 25 de diciembre de 1844 – Madrid, 12 de diciembre de 1917) fue un empresario circense inglés y «écuyer», afincado en España. Se le ha recordado por ser durante más de 40 años el impulsor y director del desaparecido Circo Price, heredado por su esposa Matilde de Fassi en 1877, y haberlo reubicado en 1880 en la Plaza del Rey de Madrid.

## Biografía
Parish llegó a España para formar parte de los números de doma y equitación del Circo Olímpico donde conocería y se casaría con la caballista Matilde de Fassi, ahijada de Thomas Price, domador de caballos irlandés, y propietario del negocio que luego pasaría a llamarse teatro del Circo, y que el 13 de noviembre de 1876 fue destruido por un incendio; tras el derribo y desmonte de las ruinas del edificio se levantó en su solar un proyecto del arquitecto Agustín Ortiz de Villajos, que sería inaugurado la noche del 5 de diciembre de 1880. Poco antes, en 1878, y tras la muerte de Thomas Price el año anterior durante una gira (a causa de un accidente), Parish se había hecho cargo de la empresa y la dirección del local del antiguo teatro del Circo, que durante un tiempo se llamaría Circo Parish, pero que recuperó a principio del siglo XX su antiguo nombre de Teatro Circo Price.
Parish murió en 1917, y su esposa Matilde de Fassi se convierte en la nueva directora del circo, a quién un año después, luego de su fallecimiento, le sucedería su hijo Leonard, quién fusionaría la empresa con Mariano Sánchez Rexach, promotor del Circo Americano, aunque conservando el nombre de Circo Price, que no sería derribado hasta 1970, para construir en su solar una ampliación del Ministerio de Cultura de España.
En 2017, el actual Teatro Circo Price para conmemorar el centenario de la muerte de Parish, en colaboración con el patronato de la Fundación de Cementerios Británicos en España y junto a la creación artística de Itsaso Iribarren y German de la Riva de la pieza 'Cien años después', realizó 'visitas creativas' al Cementerio Británico de Madrid, del 24 de septiembre al 26 de noviembre.